# 全球大學

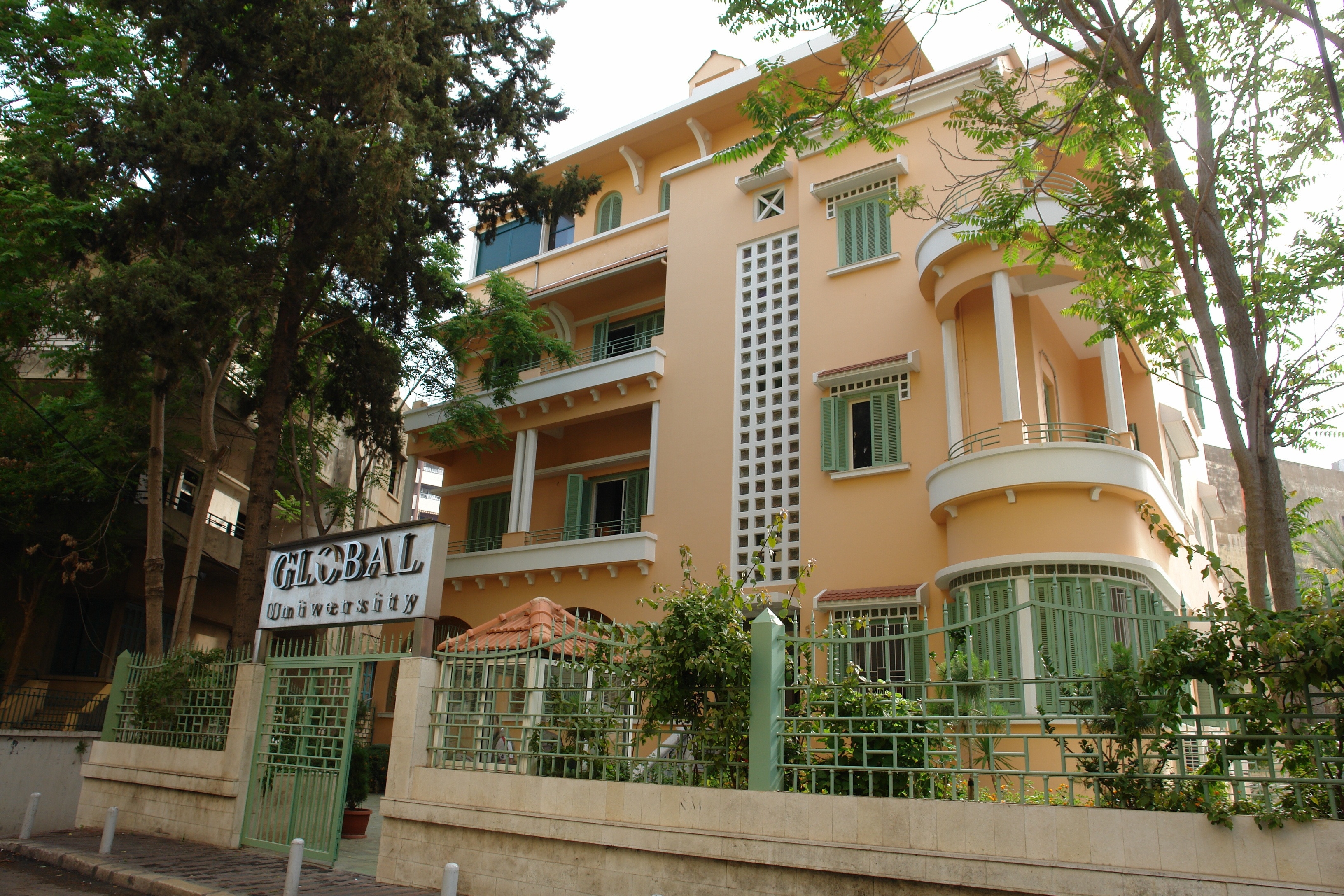
校園一景

全球大學（阿拉伯语：‎）是一所位於黎巴嫩首都貝魯特的私立大學，成立於1992年，1999年黎巴嫩總統和總理發佈總統令，承認1992年以來在該校讀書的學生的成績。

## 科系
全球大學有三個學院：
- 行政科學
- 健康科學
- 文學及人文

## 外部連結
- 官方网站

33°53′25″N 35°29′49″E / 33.89028°N 35.49694°E